# Henry Willcox
Sir Henry Beresford Dennitts Willcox, KCIE, CB, DSO, MC (* 30. April 1889 in Christchurch, Neuseeland; † 15. August 1968 in Fremantle, Western Australia, Australien) war ein britischer Offizier der British Army, der unter anderem zwischen 1941 und 1942 Kommandierender General des I. Korps (General Officer Commanding, I Corps) sowie von 1942 bis 1945 Oberkommandierender des Zentralkommandos (General Officer Commanding-in-Chief, Central Command) der Britisch-Indischen Armee war. Er war außerdem zwischen 1946 und 1947 Colonel des Linieninfanterieregiments Sherwood Foresters (Nottinghamshire and Derbyshire Regiment).

## Leben

### Offiziersausbildung und Erster Weltkrieg
Henry Beresford Dennitts Willcox, Sohn von Edward Dennitts Willcox und dessen Ehefrau Charlotte Beresford, wurde als Angehöriger der New Zealand Army am 20. Dezember 1911 in das Linieninfanterieregiment Sherwood Foresters (Nottinghamshire and Derbyshire Regiment) der British Army übernommen und zu dem in Sheffield stationierten 2. Bataillon des Regiments versetzt. Kurz nach dem Ausbruch des Ersten Weltkriegs wurde das Bataillon im August 1914 als Teil der 18th Brigade der 6. Division (6th Division) an die Westfront gesandt und landete am 11. September in Saint-Nazaire in Frankreich. Nur wenige Tage später war das Bataillon in schwere Kämpfe verwickelt und er trotz seines Alters und seines Dienstgrades eines Leutnants am 21. September 1914 zum Bataillonsadjutanten ernannt, da der bisherige Adjutant im Kampf gefallen war. Er erhielt am 21. Oktober 1914 den vorübergehenden Dienstgrad eines Oberleutnants (Temporary Lieutenant) sowie am 21. November 1914 den kriegsdienstbezogenen Rang eines Leutnants (War substantive Lieutenant). Für seine militärischen Verdienste wurde ihm am 18. Februar 1915 das Military Cross (MC) verliehen.
Am 1. Mai 1915 erhielt Willcox den vorläufigen Rang eines Hauptmanns (Temporary Captain) und behielt diesen bis zum 14. Dezember 1915. Im Anschluss wurde er am 22. März 1916 als Stabshauptmann zum Stab abgeordnet und wurde daraufhin am 29. Juni 1916 zum Brigade Major ernannt, woraufhin er am 1. Oktober 1916 zum Hauptmann (Captain) befördert wurde. Er war in der Folgezeit Stabsoffizier der an der Palästinafront eingesetzten Ägyptischen Expeditionsstreitkräfte EEF (Egyptian Expeditionary Force) und wurde am 9. November 1917 zum Hauptquartier abgeordnet. Am 16. Dezember 1917 wurde er zum Generalstabsoffizier der 2. Klasse GSO2 (General Staff Officer Grade 2) mit dem vorläufigen Rang eines Majors ernannt und erhielt um diese Zeit auch den Distinguished Service Order (DSO). Er bekleidete diesen Posten und Rang bis zum 1. Juli 1918 und wurde am 1. März 1919 in demselben Rang und dieser Position wieder ernannt. Im Lauf des Ersten Weltkrieges wurde er auch zweimal verwundet und fünfmal im Kriegsbericht erwähnt (Mentioned in dispatches).

### Zwischenkriegszeit
Nach Kriegsende wurde Henry Willcox am 25. Februar 1920 als Hauptmann Generalstabsoffizier der 3. Klasse GSO3 (General Staff Officer Grade 3) und diente in den folgenden Jahren im Heimatkommando (Home Forces), in der Garnison Aldershot, bei den Truppen in Mesopotamien und im Irak, ehe er Stabsoffizier im Heereskommando Süd (Southern Command) war. Daraufhin besuchte er von 1925 bis 1926 das Staff College Camberley, wo die späteren Generale Ronald Scobie, Philip Sidney Whitcombe, Francis Tuker, Roland Le Fanu, Frank Messervy, William Duthie Morgan, Raymond Briggs, Gordon Grimsdale, Ralph Bouverie Deedes, Alan Pigott, John Swayne, Brocas Burrows, Douglas McConnel, Leonard Arthur Hawes, Eric Harrison, William Oxley und Langley Browning zu seinen Kommilitonen gehörten. Nach Abschluss des Staff College Camberley wurde er am 21. Januar 1927 zum Generalstabsoffizier der 3. Klasse GSO3 ernannt. Am 9. Juli 1927 wechselte er von den  Sherwood Foresters (Nottinghamshire and Derbyshire Regiment) zum East Lancashire Regiment. Dort wurde er zum Major befördert, wobei diese Beförderung auf den 2. Juni 1927 zurückdatiert wurde. Nachdem er am 1. Juli 1929 den Brevet-Rang eines Oberstleutnants (Brevet Lieutenant-Colonel) erhalten hatte, kehrte er zwischen dem 21. Januar 1930 und dem 16. Januar 1933 als Ausbilder für Stabsoffiziere an das Staff College Camberley zurück.
Daraufhin besuchte Willcox zwischen dem 17. Januar und dem 8. November 1934 das Imperial Defence College (IDC) in London. Nach seiner darauf folgenden Beförderung zum Oberstleutnant (Lieutenant-Colonel) war er zwischen dem 8. November 1934 und dem 15. September 1936 Kommandeur CO (Commanding Officer) des in Deutschland stationierten 1. Bataillons des East Lancashire Regiment. Zwischenzeitlich fungierte er nach der Verleihung des vorübergehenden Dienstgrades eines Oberst (Temporary Colonel) vom 15. September bis zum 7. Dezember 1936 während des Arabischen Aufstandes als Assistierender Generaladjutant der britischen Truppen in Palästina und Transjordanien (Assistant Adjutant-General, British Troops in Palestine & Trans-Jordan). Danach wurde er in den Dienstgrad als Oberstleutnant zurückversetzt und war zwischen dem 7. Dezember 1936 und dem 29. Juni 1937 wieder Kommandeur des 1. Bataillons des East Lancashire Regiment. Am 29. Juni 1937 erfolgte seine Beförderung zum Oberst (Colonel), wobei diese Beförderung auf den 1. Juli 1932 zurückdatiert wurde, und er lehrte danach vom 29. Juni 1937 bis zum 27. September 1938 als Instrukteur am Staff College in Quetta in Britisch-Indien. Am 16. Juni 1938 wurde ihm der vorübergehende Dienstgrad eines Brigadegenerals (Temporary Brigadier) verliehen, woraufhin er zwischen dem 16. Oktober 1938 und Januar 1939 zunächst Kommandeur der 15. Infanteriebrigade (15th Infantry Brigade) sowie danach von Januar 1939 bis zum 19. November 1939 Kommandeur der 13. Infanteriebrigade (13th Infantry Brigade) war.

### Zweiter Weltkrieg
Nach Beginn des Zweiten Weltkrieges wurde Henry Willcox am 21. November 1939 der kommissarische Dienstgrad eines Generalmajors (Acting Major-General) verliehen und er fungierte danach vom 21. November 1939 bis zum 17. Juni 1939 als Inspekteur für die Infanterie im Kriegsministerium (Inspector of Infantry, War Office). In dieser Verwendung wurde er am 9. März 1940 zum Generalmajor (Major-General) befördert, wobei diese Beförderung auf den 19. August 1938 zurückdatiert wurde. Er übernahm am 18. Juni 1940 als Nachfolger von Generalmajor William George Holmes den Posten als Kommandeur GOC (General Officer Commanding) der 42nd (East Lancashire) Infantry Division und verblieb auf diesem bis zu seiner Ablösung durch Generalmajor Eric Miles am 28. April 1941. Daraufhin wurde er am 12. Mai 1941 als kommissarischer Generalleutnant (Acting Lieutenant-General) Nachfolger von Generalleutnant Laurence Carr als Kommandierender General des I. Korps (General Officer Commanding, I Corps) und verblieb in dieser Funktion bis zum 13. Mai 1942, woraufhin Generalleutnant Frederick E. Morgan ihn ablöste. In dieser Verwendung wurde ihm am 12. Mai 1942 zunächst der vorübergehende Dienstgrad eines Generalleutnants (Temporary Lieutenant-General) verliehen, aber dann am 14. Mai 1942 in den Dienstgrad eines lokalen Generalleutnants (Local Lieutenant-General) zurückversetzt.
Henry Wilcox, der 1942 auch Companion des Order of the Bath (CB) wurde, erhielt am 26. Mai 1942 abermals den vorübergehenden Dienstgrad eines Generalleutnants (Temporary Lieutenant-General) und übernahm daraufhin den neu geschaffenen Posten als Oberkommandierender des Zentralkommandos (General Officer Commanding-in-Chief, Central Command) der Britisch-Indischen Armee. Er hatte diesen bis Dezember 1944 inne und wurde danach von General Sir Geoffry Scoones abgelöst. Zuletzt bekleidete er zwischen dem 20. November 1944 und seinem Eintritt in den Ruhestand am 21. August 1946 das Amt des Vorsitzenden des Reorganisationsausschusses im Heereshauptquartier in Britisch-Indien (Chairman of the Re-organization Committee, Army Headquarters India). Am 1. Januar 1945 wurde er zum Knight Commander des Order of the Indian Empire (KCIE), so dass er fortan den Namenszusatz „Sir“ führte. Mit seinem Eintritt in den Ruhestand am 21. August 1946 erhielt er zugleich den Ehrenrang eines Generalleutnants (Honorary rank of Lieutenant-General). Er war außerdem zwischen 1946 und 1947 Colonel des Linieninfanterieregiments Sherwood Foresters (Nottinghamshire and Derbyshire Regiment).
Aus seiner 1919 geschlossenen Ehe mit Magdalen Philpott ging ein Sohn hervor.